# 14223 Dolby
14223 Dolby eller 1999 XW1 är en asteroid i huvudbältet som upptäcktes den 3 december 1999 av den amerikanske astronomen Charles W. Juels vid Fountain Hills-observatoriet. Den är uppkallad efter John Dolby.